# Hypericum kingdonii
Hypericum kingdonii är en johannesörtsväxtart som beskrevs av N. Robson. Hypericum kingdonii ingår i släktet johannesörter, och familjen johannesörtsväxter. Inga underarter finns listade i Catalogue of Life.